# Atsugewi
Los atsugewi eran una tribu amerindia que habitaban lo que es actualmente California del norte, en las inmediaciones del monte Shasta. Estaban estrechamente relacionados con los achomawi.
Los atsugewi vivieron en la cuenca del río Pit en Burney, Hat, y Dixie Valley y Horse Creeks.
Hablaban un idioma palaihnihan.
Los atsugewi vivían de la caza y recolección, y se conformaban en pequeños grupos sin un autoridad política centralizada.
En 1770 entre los atsugewi y los achomawi eran unos 3.000.